# Hartmann Tyrell
Paul-Hartmann Tyrell (* 14. August 1943 in Dresden) ist ein deutscher Soziologe und ehemaliger Hochschullehrer an der Universität Bielefeld.

## Leben
Hartmann Tyrell wurde als Sohn des aus Ahaus im Münsterland stammenden Arztes Paul Tyrell (1906–1949) und dessen Frau Margarete, geb. Lentze, in Dresden geboren. Er besuchte die Volksschule in Endorf/Oberbayern, Campenberg/Westfalen und schließlich in Dortmund, wohin die Familie 1953 gezogen war. Er besuchte das altsprachliche Staatliche Gymnasium in Dortmund, die von Patres geleitete Internatsschule in Werne (heute Gymnasium St. Christophorus) und schließlich das altsprachliche Stadtgymnasium Dortmund, an dem er im Februar 1963 das Abitur ablegte. Nach zweijährigem Dienst bei der Bundeswehr studierte Tyrell von 1965 bis 1972 Soziologie, Geschichte und Kunstgeschichte an der Westfälischen Wilhelms-Universität Münster. Im Februar 1972 wurde er dort bei Helmut Schelsky mit der Arbeit zum „subjektiven Erfahrungszusammenhang“ promoviert. Im selben Jahr folgte Tyrell Schelsky als wissenschaftlicher Mitarbeiter an die Universität Bielefeld. Im Mai 1994 habilitierte er sich dort mit einer kumulativen Habilitationsschrift zu Max Webers Religionssoziologie. Anschließend war er bis 2008 Außerplanmäßiger Professor für Theorie und Geschichte der Soziologie an der Universität Bielefeld. Von 2000 bis 2008 war er Herausgeber der Zeitschrift für Soziologie. Einer seiner Forschungsschwerpunkte ist die Religionssoziologie.

## Schriften (Auswahl)
- Vergesellschaftung und Subjektivität. Studien zum subjektiven Erfahrungszusammenhang. (Münster (Westf.), Univ., Diss., 1972).
- Studien zu Max Webers Religionssoziologie. (Bielefeld, Univ., Habil.-Schr., 1994).
- Soziale und gesellschaftliche Differenzierung. Aufsätze zur soziologischen Theorie, Wiesbaden 2008.
- »Religion« in der Soziologie Max Webers, Wiesbaden 2014.
- mit Otthein Rammstedt und Ingo Meyer (Hrsg.): »Georg Simmels große Soziologie«. Eine kritische Sichtung nach hundert Jahren, Bielefeld 2011.
- mit Volkhard Krech (Hrsg.): Religionssoziologie um 1900. Eine Fortsetzung (Religion in der Gesellschaft, Band 48), Baden-Baden 2020.